# 德意志奧地利共和國
德意志奥地利共和国（德語：或）是第一次世界大战结束、奥匈帝国解体之后，其境内说德语的人短暂建立的残存国家。其德语名称「Deutschösterreich」意为“德意志奥地利”，原本为奥匈帝国时代帝国西部主要说德语的内莱塔尼亚地区一个非官方的称谓。
德意志奥地利共和國主張领土面积为118,311平方公里，拥有1,040万居民。然而实际上，其统治只限于多瑙河沿岸和阿尔卑斯山上，曾是奥地利帝国核心的部分省份。随着一战临近尾声，1918年10月底，奥匈帝国內的民族地区纷纷宣布独立，帝国的主体奥地利与匈牙利也解除了共主联邦关系。11月3日帝国军队与协约国军队达成停火协议，11月11日战争正式结束，奥皇卡尔一世及哈布斯堡皇室被驱逐，奥地利的君主制寿终正寝。在战争结束之前，帝国议会以德语为母语的议员于10月21日在维也纳召开会议，在这次会议上，他们将自己所代表的内莱塔尼亚地区正式命名为“德意志奥地利”。1919年9月10日，协约国与德意志奥地利共和国在圣日耳曼昂莱签署了《圣日耳曼条约》，根据条约规定，德意志奥地利共和国于9月21日条约正式生效日起改名为奥地利共和国。

## 历史

### 共和国的建立
1918年10月12日，皇帝卡尔一世会见了几个较大的日耳曼政党的领导人。日耳曼民族主义者想要一个基于君主立宪制的自由国家；基督教社会党想要维持君主制和奥匈联邦；社会民主党想要一个共和国，其要么与德国联盟，要么直接加入德国。
1918年10月16日，皇帝卡尔一世发表了一份宣言，提议将奥匈帝国改组为一个国家之间的联邦。但是这个提议来得太晚了，因为捷克人和南斯拉夫人正在准备建立独立的国家。但是，这样的提议刺激了德意志人居住区的帝国议会来举办一次会议。
在帝国即将崩溃的时候，帝国议会中在1911年被选出的208位德裔代表于1918年10月21日召开了一次会议，并宣布其自身为“德意志奥地利的临时国民议会”，代表所有内莱塔尼亚境内的德裔人口。临时议会选出代表德国民族主义运动的弗朗茨·丁霍费尔，代表基督教社会党的约多克·芬克和代表社会民主工人党的卡尔·塞茨为议会主席。大会包括来自波西米亚，摩拉维亚和奥地利西里西亚的代表，因为他们拒绝加入于1918年10月28新成立的捷克斯洛伐克。大会还宣布，“奥地利的德国人民决心决定他们自己未来的政治组织，以建立一个独立的德意志奥地利共和国，并通过与其他国家的自由协议来规范他们与其他国家的关系。” 
10月25日，临时议会呼吁所有德意志人居住的土地建立起自己的临时议会。
在10月30日的第二次会议上，临时国民议会创建了新国家的基本机构。立法权由临时国民议会承担，而行政权则委托给新成立的德意志奥地利国务院。
1918年11月11日，卡尔一世放弃了参与奥地利国家事务的权利。
我事先承認德意志奧地利對其未來政府形式做出的決定，人民人們其代表接管了政府。 我放棄參與國家事務的任何份額。」
 — 《維也納報》第261期額外版，1918年11月11日
同一天晚上，他搬到了多瑙河邊哈布斯堡家族的私產埃卡茨紹城堡（Eckartsau），他故意避免使用“退位”一词，因为他想在奥地利臣民召回他时保留他的行动自由，然而这一决定却有效地结束了哈布斯堡家族在奥地利700年的统治。
11月12日，国民议会正式宣布德意志奥地利为共和国，并任命社会民主党人卡尔·伦纳为临时总理。同时国民议会起草了一套临时宪法，规定：
第1條：德屬奧地利是一個民主共和國，所有公共權力都由人民任命。

第2條：德意志奧地利是德意志共和國的一部分，法律規定德意志奧地利將參與德意志共和國的立法和行政，同時德意志共和國的法律和機構管轄範圍將擴大到德意志奧地利。
“德意志奥地利是一个民主共和国”（第1条）和“德意志奥地利是德意志共和国不可分割的一部分”（第2条）。后一项条款反映了代表们的观点，即认为奥地利在任何和平解决方案中都会失去如此多的领土，以至于它在经济上和政治上都不再可能作为一个独立的国家，而摆脱当前窘境的唯一方法只有与德国联合。这一条因匈牙利拒绝出售谷物和捷克斯洛伐克拒绝向德意志奥地利出售煤炭而被强制通过。
随着帝国瓦解并宣布停火，临时议会试图通过将少数社会民主党人纳入联合政府来阻止社会主义革命。卡尔·伦纳成为总理，维克多·阿德勒成为外交部长。社会民主党增选了新成立的士兵和工人委员会，并利用他们对工会的控制来实施削弱社会主义吸引力的社会政策。
卡尔一世于1919年3月24日流亡瑞士。议会对他没有正式退位就离开而感到愤怒，随即通过了《哈布斯堡法》，废除了哈布斯堡王朝并没收了他们的所有财产。卡尔一世被永久驱逐出奥地利，而其他哈布斯堡家族的男性只有放弃了王位宣称才能返回回到奥地利。

### 制宪会议
制宪议会的选举于1919年2月16日开始，同时妇女第一次被允许参与投票。在38个有德意志人居住的选区中只有25个参加了选举，159个代表被选举到170个席位中，其中社会民主党得到了72个席位而成为了最大的政党，基督教社会党得到了69个，而德意志民族主义者只有26个。制宪国民议会在1919年3月4日首次召开。3月15日，卡尔·伦纳再次领导了新政府的成立。尽管奥地利的社会民主党在国内取得了优势，鉴于其奥地利马克思主义的思想，其仍然没有尝试夺取政权或者建立社会主义。即使这样，占保守力量大多数的天主教政客仍然不信任他们，这导致了第一共和国致命的左右分裂，并导致其在1934年垮台。
社会民主党领袖奥托·鲍尔写道：“德意志奥地利不是一个遵循历史发展规律的有机体。它不过是其他国家脱离旧帝国后的残余。它仍然是一束松散的不同土地。” 

### 与德国联合的失败
1918年11月13日，德意志奥地利要求德国开始关于联合的谈判，并于11月15日致函威尔逊总统，请求支持德奥联合。1919年3月12日，制宪会议再次确认了早先的声明，即德意志奥地利是德意志共和国的一部分。泛日耳曼主义者和社会民主党人支持与德国的联合，而基督教社会主义者则不那么支持。
1919年春夏，德奥代表之间的会谈仍在继续。
这一切在1919年6月2日与奥地利的和平条约草案被提交后发生了变化，其中表明协约国反对德国和奥地利之间的任何形式的联合。

### 圣日耳曼条约
1919年9月10日，卡尔·伦纳向协约国提交了一份反对阻止德奥联盟的正式抗议照会后，签署了《圣日耳曼条约》，并于10月17日获得制宪国民议会的批准。根据其规定，该国于10月21日将其国名从“德意志奥地利共和国”更改为“奥地利共和国”。它还将苏台德和德意志波希米亚割讓给了捷克斯洛伐克，将南蒂罗尔和伊斯特拉（包括亚得里亚海港口的里雅斯特）割讓给了意大利王国，将卡尔尼奥拉、下施蒂里亚和达尔马提亚割讓给了塞尔维亚、克罗地亚和斯洛文尼亚王国。
条约第88条的有关内容将奥地利的独立置于国联的监管下，有效地阻止了奥地利与德国联合的任何企图。
同时，规定了德国和平条款的凡尔赛条约也禁止奥地利和德国之间建立任何形式的联合。随着这些变化和奥地利边境的确定，奥地利第一共和国的时代开始了。 

### 消亡
早在1919年的春天，德意志奥地利这一国家概念已经很明显不再那么可行了。奥地利政府没有能够将其宣称的土地——奥匈帝国的奥地利部分和其他部分中德意志人聚居的地方——全部纳入其所声称的一个联邦政府中。南蒂罗尔自1918年11月3日起就被意大利占领，最终被其正式吞并；而德意志波希米亚和苏台德省被捷克斯洛伐克占领，最终也未能逃脱被占领的命运。甚至与魏玛共和国合并这一符合美国总统伍德罗·威尔逊提出的“民族自决”原则的行动也未能完成。
1918年临时国民议会的208名代表中的85名未能参加1919年的制宪国民议会。为解决此事，临时宪法规定在奥地利波希米亚、苏台德、下施蒂利亚和南蒂罗尔等这些没能举行选举的地区直接任命代表，但因遭到社会民主党的反对而未能实施。1919年3月4日，第一次制宪国民议会会议召开。上述地区未能选出代表参加这次会议，这导致了捷克斯洛伐克境内德意志人的大规模抗议示威。在3月5日的第二次会议上，总理卡尔·伦纳指出，有约400万德意志人不能在新成立的德意志奥地利议会上投票，而这个数字超过了瑞士当时的总人口数。1919年9月6日，维也纳议会就拟定的和平条约展开了激烈的辩论。基社党议员利奥波德·昆沙克严厉谴责了克列孟梭总理对条约的随附说明，其中包含对奥地利的严重指控。尽管这样，基社党和社民工党最终还是同意了条约的签署，但同时还是对苏台德与南蒂罗尔的分裂提出了抗议。
1919年9月10日，总理卡尔·伦纳签署了圣日耳曼条约，标志着奥地利帝国这摇摇欲坠的半壁江山在法律意义上的正式解体。随着国民议会在10月21日正式批准该条约，其国名将从“德意志奥地利”改为“奥地利”。条约还同凡尔赛条约一同限制了德国与奥地利的合并，以限制德国的实力。奥地利人们没有完成他们的目标，而随之而来的领土调整更是伤透了他们的心：卡林西亚的梅扎河部分流域和德拉沃格勒地区被划归斯洛文尼亚，自1918年11月以来一直被意大利占领的塔尔维西奥和卡纳塔尔地区被划归意大利，而下奥地利的瓦尔季采和格明德-博姆采尔则划归捷克斯洛伐克。历史悠久的施蒂利亚州的南部——下施蒂利亚，被划入斯洛文尼亚，随即成为了新成立的南斯拉夫王国的一部分。奥地利也得到了一些领土——布尔根兰州。但是在匈牙利的压力下，该州进行了一次全民公投，结果是只有一小部分被划入奥地利，而包括其自然首府肖普朗在内的绝大部分都留在了匈牙利，使得奥地利政治家们质疑该公投的公正性。维塞尔堡县和艾森堡县的德语区在没有投票的情况下都留在了匈牙利，而不是像特里亚农条约上说的划归奥地利。
德意志奥地利这个概念正式消亡了。
不过其还是有些许遗留下来的痕迹的。总理卡尔·伦纳于1920年写了一首歌赞美诗《德意志奥地利，美妙的国度》，其中包含了许多已经不在奥地利境内的州名。而德意志奥地利社会民主工人党也没有随着国名的改变而更改其名称。

## 行政区划
德意志奥地利共和国最初由九个省组成：

德意志奥地利共和国的宣稱行政區劃，其是嚴格按照民族自決方式，現在歸屬奧地利的、由克羅地亞和匈牙利人定居的布爾根蘭並沒有歸入其中

1. 上奥地利省（Oberösterreich），今奥地利的上奥地利州全境及现在位于捷克共和国南波希米亚州的波西米亚森林地区（Böhmerwaldgau）。
2. 下奥地利省（Niederösterreich），今属于奥地利的下奥地利州全境和维也纳，加上德意志南摩拉维亚（Deutschsüdmähren），现为捷克的南波西米亚，维索契纳和南摩拉维亚地区。
3. 德意志波希米亚省（Deutschböhmen），波希米亚西部，后来于1938~1945年成为苏台德地区的一部分，现在是捷克共和国的一部分。
4. 苏台德省，历史上为摩拉维亚和奥地利西里西亚的一部分。与后来苏台德地区的边界并不相同。
5. 施蒂里亚省（Steiermark），包括大部分历史上的施蒂里亚，今属于奥地利施蒂里亚州，以及斯洛文尼亚下施蒂尼亚的东北部分。
6. 萨尔茨堡省，今奥地利的萨尔茨堡州全境。
7. 克恩顿省（Kärnten），所有历史的克恩顿，包括今奥地利克恩顿州，斯洛文尼亚的克恩顿地区、耶尔斯科市（Jezersko）以及现在意大利的塔尔维西奥（Tarvisio），马尔博尔盖托瓦尔布鲁纳（Malborghetto Valbruna）和蓬泰巴。
8. 德意志蒂罗尔省（Deutschtirol），包括历史上蒂罗尔的大部分，今属于奥地利蒂罗尔州和意大利的南蒂罗尔州，但不包括当前意大利的特伦托自治省。
9. 福拉尔贝格省，今奥地利福拉尔贝格州全境。

## 国歌
尽管奥地利被禁止使用“德意志奥地利”一词，但其在1920年至1929年间的非官方国歌是“德意志奥地利，美妙的国度”（  ）。它的文字是由当时的圣日耳曼条约签署人卡尔·伦纳总理撰写的。